# Kilian Frankiny
Kilian Frankiny, né le 26 janvier 1994 à Reckingen-Gluringen, est un coureur cycliste suisse, professionnel entre 2017 et 2021.

## Biographie
En 2013 Kilian Frankiny rejoint l'équipe BMC Development, réserve de l'équipe professionnelle BMC Racing.
En 2016, il s'illustre dans les courses par étapes. Il remporte le Tour de la Vallée d'Aoste et termine troisième du Tour Alsace et de la Course de la Paix espoirs, sixième du Tour de Savoie Mont-Blanc et septième du Tour de l'Ain,.
Il passe professionnel dans l'équipe BMC Racing en 2017. Durant cette première année, il dispute le Tour d'Oman, le Tour de Catalogne (dont BMC remporte le contre-la-montre par équipes) et le Critérium du Dauphiné. Il prend la troisième place du championnat de Suisse contre-la-montre. Au printemps, souffrant de « légers épisodes de tachycardie supra-ventriculaire », il subit une opération chirurgicale. Durant l'été, il est au départ du Tour d'Espagne, son premier grand tour, en tant qu'équipier de Tejay van Garderen. Il quitte la course et met fin à sa saison après la quinzième étape, une chute lui ayant occasionné une fracture du bassin,. En 2018, il remporte le contre-la-montre par équipes du Tour de la Communauté valencienne.
En 2019, il quitte BMC et rejoint l'équipe française Groupama-FDJ, où il retrouve ses compatriotes Steve Morabito et Sébastien Reichenbach, avec qui, il s'entraine l'hiver. Il s'illustre lors du Tour d'Italie 2020 en prenant la quatrième place lors de l'étape arrivant à Roccaraso et la cinquième place pour celle de la Madonna di Campiglio.
Non conservé par la formation française, il signe en 2021 avec la formation Qhubeka Assos. Sa saison s'arrête le 9 août après une lourde chute lors de la première étape du Tour de Pologne. Il souffre d'une fracture de la hanche, de trois côtes cassées et d’une fracture de la clavicule,. L'équipe Qhubeka disparait à la fin de la saison, sans qu'il n'ait pu reprendre la compétition. Pour la saison 2022, il ne retrouve pas d'équipe professionnelle et met un terme à sa carrière à 28 ans.

## Palmarès

### Palmarès amateur
- 2011
  - 2e du championnat de Suisse de la montagne juniors
- 2015
  - Coire-Arosa
- 2016
  - Tour de la Vallée d'Aoste :
    - Classement général
    - 1re (contre-la-montre par équipes) et 4e étapes

  - 2e du championnat de Suisse sur route élites nationaux
  - 3e de la Course de la Paix espoirs
  - 3e du Tour Alsace

### Palmarès professionnel
- 2017
  - 2e étape du Tour de Catalogne (contre-la-montre par équipes)
  - 1re étape du Tour d'Espagne (contre-la-montre par équipes)
  - 3e du championnat de Suisse sur route
- 2018
  - 3e étape du Tour de la Communauté valencienne (contre-la-montre par équipes)

## Résultats sur les grands tours

### Tour d'Italie
3 participations
- 2018 : 43e
- 2020 : 77e
- 2021 : 57e

### Tour d'Espagne
2 participations
- 2017 : non-partant (16e étape), vainqueur de la 1re étape (contre-la-montre par équipes)
- 2019 : 21e

## Classements mondiaux
| Année            | 2015 | 2016 | 2017 |
| ---------------- | ---- | ---- | ---- |
| UCI Europe Tour  | 608e | 238e | 803e |
| UCI America Tour |      |      | 355e |